# El pitufo y su dragón
El pitufo y su dragón (en el francés original Le Schtroumpf et son dragon) es una de las historietas de la serie Los Pitufos.

## Trayectoria editorial
Apareció originalmente en el número 8 de la revista infantil Schtroumpf!, publicado en junio de 1990.
Al año siguiente, se recopiló en el decimoquinto álbum de la colección, el encabezado por El extraño despertar del Pitufo Perezoso, junto a El tren de los pitufos, Los pitufos bomberos y Un topo entre los pitufos.

## Argumento
Cada pitufo tiene una mascota: el Bebé Pitufo tiene al perro Puppy, el Pitufo Natural tiene una oruga (que se convierte en mariposa), El Pitufo Perezoso tiene una marmota, el Pitufo con Gafas tiene un estornino muy hablador, el Pitufo Armonía tiene un ruiseñor que desafina, el Pitufo Manitas tiene un castor, y la Pitufina tiene gusanos de seda que le hacen vestidos. El único pitufo que no tiene mascota es el Pitufo Tímido, que está triste en el bosque hasta que escucha a alguien llorando en una cueva; es un pequeño dragón escupefuego. 
El Pitufo Tímido lleva al dragón a la Aldea Pitufa y lo bautiza Grumpf. Grumpf causa desastres accidentales al pisotear, comerse o quemar las cosas de los otros pitufos, así que el Gran Pitufo le pide al Pitufo Tímido que devuelva a Grumpf al bosque. Cuando el Pitufo Tímido y Grumpf llegan a la cueva, encuentran dos dragones más grandes, los padres de Grumpf, que hacen huir al Pitufo Tímido. Esa noche, hay una lluvia que causa que la represa se desborde, pero el Pitufo Tímido trae a Grumpf y su familia, que queman algunas rocas en la base de la represa para crear un muro de terracota. De todos modos el Pitufo Tímido debe despedirse de Grumpf, porque la Aldea Pitufa no es lugar para un dragón y además, Grumpf debe quedarse con sus padres. Al final, el Pitufo Tímido consigue abejas como sus nuevas mascotas.